# Волдерс, Роберт
Роберт Волдерс (нидерл. Robert Wolders, 28 сентября 1936 — 12 июля 2018) — голландский актёр кино и телевидения. Популярность ему принесли роли в сериалах «Агенты АНКЛ», «Моя жена меня приворожила» и «Шоу Мэри Тайлер Мур». Известен также по бракам с актрисами Мерл Оберон и Одри Хепбёрн.

## Биография

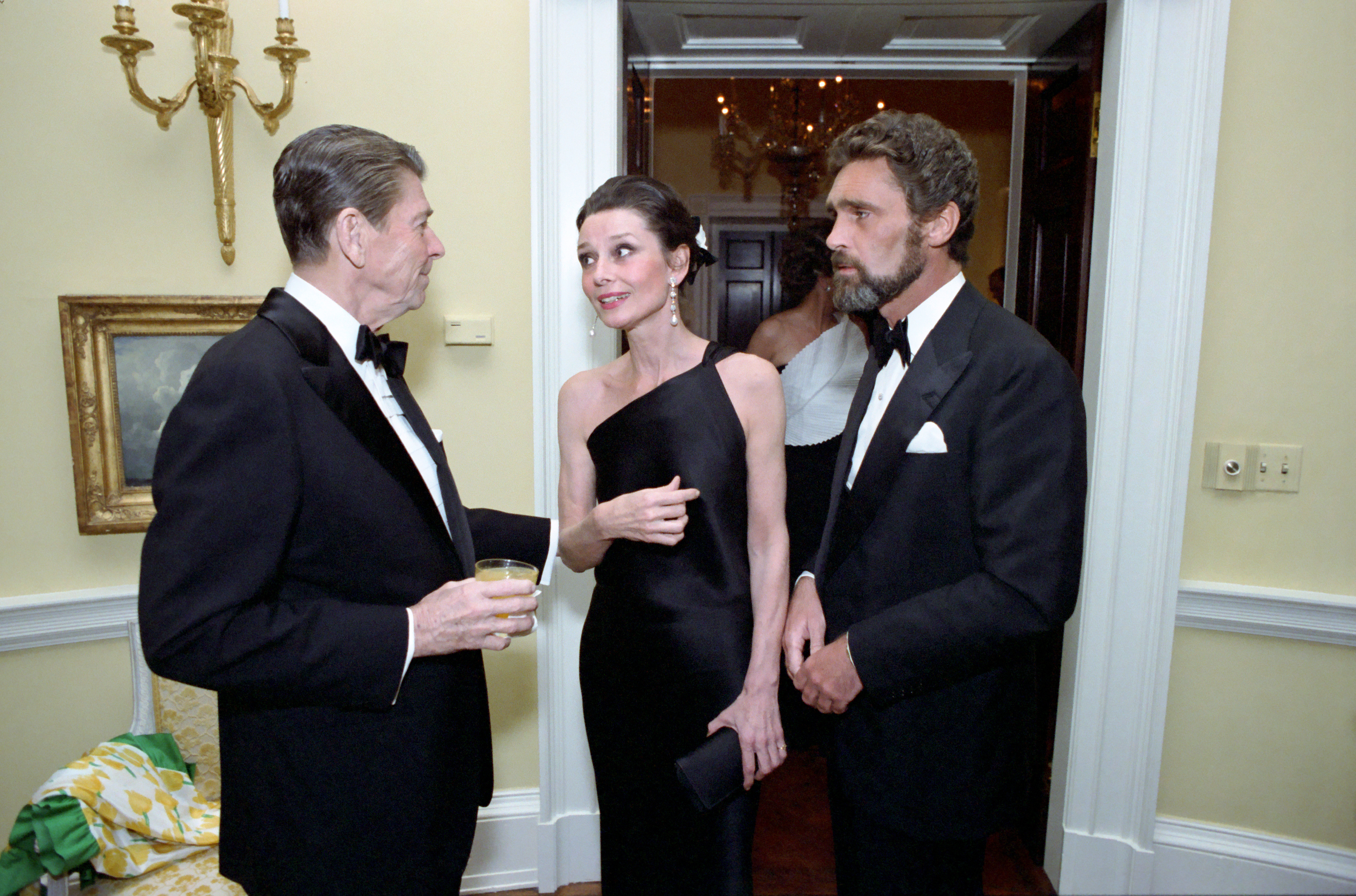
Одри Хепберн и Роберт Волдерс в гостях у Рейгана, май 1981

Роберт и Одри познакомились, когда Одри исполнилось 50. Она пережила два неудавшихся брака с Мелом Феррером и Андреа Дотти и не собиралась начинать новых отношений, поскольку смирилась с одиночеством. В интервью актриса говорила, что неудачи в личной жизни — это плата за успешную карьеру. Однако именно Роберт сделал Одри самой счастливой женщиной. Он ценил покой, не любил выходить в свет, не стремился покорять вершины, чем и покорил актрису. Первый брак малоизвестного голландского актёра с легендарной Мерл Оберон вызывал немало насмешек и кривотолков, ведь та была на четверть века старше мужа. Сначала Хепберн просто дружила с Волдерсом, но вскоре Одри вышла замуж в третий раз. Сыновья актрисы часто приезжали в гости, она была счастлива.
«Дружба с первого взгляда», — так охарактеризовала Одри Хепберн их отношения.
Если верить Волдерсу, то Одри испытывала к нему не столько романтические чувства, сколько материнские, хотя он был младше её всего на 7 лет.
«Мы с Робби нашли друг друга в ту пору, когда оба были очень несчастны. А теперь мы оба безумно счастливы снова». Волдерс, видимо, имел талант заполнять духовный вакуум. Иногда пусть будет лучше поздно, чем никогда», — говорила Одри. Те, кто видел их вдвоем, говорили об особой легкости их общения между собой.
На похороны Одри Хепберн пришло 25 тысяч человек. Её гроб несли самые любимые мужчины — модельер Юбер де Живанши, сыновья, Волдерс и Дотти. Позади процессии вели под руки Мела Феррера.
С 1995 года Волдерс проживал с Ширли Фондой, вдовой актёра Генри Фонды.
Волдерс умер 12 июля 2018 года, в возрасте 81 года.

## Фильмография
| Год       | Название                                 | Роль              | Примечание                           |
| --------- | ---------------------------------------- | ----------------- | ------------------------------------ |
| 1965      | Джульетта и духи                         | труп на вечеринке | в титрах не указан                   |
| 1965      | Флиппер                                  | Капитан Джонсон   | Эпизод: Flipper and the Spy          |
| 1966      | Беги за своей жизнью                     | Марсель Ламберт   | Эпизод: In Search of April           |
| 1966      | Шоу Джона Форсайта                       | Мишка             | Эпизод: If I Were a Prince           |
| 1966      | Красивый жест                            | Фуше              |                                      |
| 1966–1967 | Ларедо                                   | Эрик Хантер       | 6 эпизодов                           |
| 1967      | Тобрук                                   | Капрал Брункер    |                                      |
| 1967      | Дэниэл Бун                               | Альмавива         | Эпизод: The Beaumarchais             |
| 1967      | Человек из А.Н.К.Л.                      | Андреас Петрос    | Эпизод: The Man from THRUSH Affair   |
| 1968      | Название игры                            | Дюбрек            | Эпизод: The White Birch              |
| 1969      | ФБР                                      | Эрик Линлер       | Эпизод: The Doll Courier             |
| 1970      | Дэн Август                               | Гейб Редферн      | Эпизод: Murder by Proxy              |
| 1970      | Объединение кемек                        | Себастьян         |                                      |
| 1970      | Моя жена меня приворожила                | Кларк             | Эпизод: The Corsican Cousins         |
| 1971      | Рейд на Роммеля                          | немецкий пилот    | В титрах не указан                   |
| 1973      | Интервал                                 | Крис              |                                      |
| 1974      | Баначек                                  | Томми Форест      | Эпизод: The Vanishing Chalice        |
| 1974      | Шоу Мэри Тайлер Мур                      | Поль Ван Диллен   | Эпизод: Not Just Another Pretty Face |
| 1974      | Макмиллан и его Жена                     | Илья Астров       | Эпизод: The Game of Survival         |
| 1975      | Легендарное проклятие бриллианта надежды | Хендрик           | ТВ фильм (последняя роль в кино)     |